# PGC 3526
PGC 3526 ist eine Spiralgalaxie vom Hubble-Typ SAB(rs)bc im Sternbild Walfisch. Sie ist etwa 95 Millionen Lichtjahre vom Sonnensystem entfernt, mit einem Durchmesser von ca. 80.000 Lichtjahren. Diese Galaxie wurde früher häufig mit NGC 336 verwechselt.